# براد ستاين
براد ستاين (بالإنجليزية: Brad Stine)‏ هو مدرب كرة المضرب أمريكي، ولد في 1958.